# Shorea pilosa
Shorea pilosa är en tvåhjärtbladig växtart som beskrevs av Peter Shaw Ashton. Shorea pilosa ingår i släktet Shorea och familjen Dipterocarpaceae. Inga underarter finns listade i Catalogue of Life.